# Кляйнфельд, Клаус
Клаус Кляйнфельд (нем. Klaus Kleinfeld; род. 6 ноября 1957, Бремен, Германия) — немецкий предприниматель, CEO (главный управляющий) компании Siemens AG в 2005—2007 годах.
Кляйнфельд получил степень MBA в Гёттингенском университете и докторскую степень в Вюрцбургском университете. С именем Кляйнфельда связывают широко известную сделку по продаже подразделения по выпуску мобильных телефонов концерна Siemens AG. Также при нём компания была вовлечена в ряд коррупционных скандалов. В то же время, под руководством Кляйнфельда компания существенно повысила оборот, был совершён ряд крупных приобретений.
В августе 2007 г. Клаус Кляйнфельд перешел в компанию Alcoa, заняв пост президента и главного операционного директора (COO), в мае 2008 он был назначен главным исполнительным директором (CEO). Кляйнфельд является членом совета директоров Alcoa с 2003 г., а в апреле 2010 года стал его председателем.

## Биография
Родился в 1957 году в Бремене. В 1982 году получил степень MBA (Master in Business Administration, магистр менеджмента) в Геттингенском университете, Германия. Свою карьеру начал в консалтинговой компании в Германии, затем заведовал производством стратегических продуктов в фармацевтическом подразделении компании CIBA-GEIGY в Базеле, Швейцария.
В 1987 году начал работу в Siemens. Работал в группе по корпоративным продажам и маркетингу, а через год перешел в отдел корпоративного планирования и стратегии. В 1992 году стал доктором экономики, защитившись в Вюрцбургском университете, Германия. Темой диссертации стали проблемы стратегического менеджмента.
Затем организовал и возглавил компанию Siemens Management Consulting Group (SMC), занимающуюся управленческим консалтингом и призванную разработать программу по оздоровлению и модернизации бизнеса концерна. Успех SMC, оказавшей большую помощь самому Siemens, стал определяющим для карьеры Кляйнфельда. Вскоре был назначен исполнительным вице-президентом и вошел в совет директоров Siemens AG Medical Engineering Group. Также управлял частью бизнеса Siemens, касающегося рентгеноскопии и флюорографии и стоящего около миллиарда долларов.
Благодаря усилиям Кляйнфельда, продажа медицинского оборудования в 2001 году принесла концерну 21 % прибыли (при том, что объём продаж составил лишь 9 % от общего объёма).
В 2001 году приехал в Нью-Йорк и стал главным операционным директором регионального подразделения Siemens в США. С 2002 по 2003 год занимал пост президента этого подразделения. В 2001 году американское подразделение концерна принесло полмиллиарда долларов убытка. При Кляйнфельде в 2002 году оно принесло прибыль в 810 миллионов долларов, а в 2003 году — прибыль в полмиллиарда долларов.
17 ноября 2002 года присоединился к совету директоров CDC Foundation. 14 ноября 2003 года вошел в состав совета директоров алюминиевого концерна Alcoa Inc. В 2005 году стал членом наблюдательного совета и совета директоров фармацевтической компании Bayer AG. В 2005 году вошел в совет директоров Citigroup. Также входит в советы директоров Нью-йоркской Метрополитен-Опера (с правом совещательного голоса) и Turner Corporation. В 2006 году вошел в Международный деловой совет при Всемирном экономическом форуме.
В январе 2004 года вошел в состав правления Siemens AG. В сферу его ответственности попали группы в информационном и коммуникационном бизнесе Siemens, а также региональные представительства в Африке, на Ближнем Востоке и в СНГ. Тогда же возглавил отдел корпоративных стратегий Siemens.
27 января 2005 года стал главой Siemens и уже через пять месяцев закрыл приносящее компании убытки подразделение, выпускающее мобильные телефоны.
В 2005 году в Швейцарии было начато дело о коррупции в Siemens. Параллельно официальному, корпорация инициировала внутреннее расследование. 20 ноября 2006 года следователи и налоговые инспекторы в числе прочих обыскали кабинет Кляйнфельда. Сам Кляйнфельд, по словам прокурора Мюнхена, проходит по этому делу как свидетель, а не подозреваемый. Проверка не выявила причастности Кляйнфельда к махинациям, однако в апреле 2007 года стало известно о том, что тот не будет продлевать свой контракт с Siemens и покинет посты президента и генерального директора компании. 1 июля 2007 года на этих постах его сменил Петер Лёшер (Peter Loescher). В августе Кляйнфельд вышел и из совета директоров Citigroup
В августе 2007 года избран генеральным директором и президентом Alcoa Inc и вступил в эту должность в октябре того же года. В июле 2008 года наблюдательный совет Siemens объявил о намерении подать иск против бывших топ-менеджеров компании, в том числе против Кляйнфельда, обвинив их в том, что они не смогли справиться с коррупцией внутри компании. Сам Кляйнфельд в очередной раз заявил о своей невиновности, но сведений о том, что Siemens подал иск против своего бывшего главы не поступало. В декабре 2008 года Siemens согласилась выплатить 1,3 миллиарда долларов штрафа контролирующим органам в США и Германии.
Кляйнфельд увлекается спортом — марафоном, лыжами, теннисом — и искусством. Женат, воспитывает двух дочерей.